# Уайт, Ванна
Ва́нна Мари́ Уайт (англ. Vanna Marie White), урождённая — Ро́сич (англ. Rosich; 18 февраля 1957, Конуэй, Южная Каролина, США) — американская актриса и телеведущая. Наиболее известна как соведущая телевизионного игрового шоу «Колесо Фортуны» (англ. Wheel of Fortune). 20 апреля 2006 года получила «звезду» на Голливудской аллее славы за вклад в телевидение.

## Биография
Ванна Мари Росич родилась 18 февраля 1957 года в Конуэе (штат Южная Каролина, США) в семье ныне разведённых Мигеля Энджела Росича и Джоан Мари Уайт. После того, как её мать повторно вышла замуж за Херберта Стэкли Уайта-младшего, она взяла фамилию отчима.
Актриса сыграла всего несколько ролей в кино, но особой славы они ей не принесли. Более того, в последних ролях она играла саму себя. Наибольшую популярность Ванне принесло участие в телешоу «Колесо Фортуны» с 1982 года. Уайт отведена важнейшая роль — она выходит в студию и переворачивает угаданные игроками буквы на табло. Сумма текущего годового контракта — 8 млн долларов. Всего за годы участия в шоу актриса напереворачивала букв на 140 млн долларов.

## Личная жизнь
В 1990—2002 года Ванна была замужем за ресторатором Джорджем Сан Пьетро. У бывших супругов есть двое детей — сын Николас Санто Пьетро (род.10.06.1994) и дочь Джованна Санто Пьетро (род.1997). В 1992 году у Уайт случился выкидыш.